# Shimizu Norihisa
Norihisa Shimizu (sinh ngày 4 tháng 10 năm 1976) là một cầu thủ bóng đá người Nhật Bản.

## Sự nghiệp câu lạc bộ
Norihisa Shimizu đã từng chơi cho Júbilo Iwata, Consadole Sapporo, Yokohama F. Marinos và Avispa Fukuoka.